# Wei occidentals
La dinastia dels Wei occidentals (Si Wei) fou una dinastia del nord de la Xina que es va establir el 534 per divisió de l'antiga dinastia Wei, i va dominar el Shensi i el Kansu amb capital a Txang-ngan. Va existir del 534 al 557.

## Antecedents
El general Gao Huan va reunir els seus homes per tornar-se contra el clan Erzhu, entrant i prenent la capital Luoyang en 532. Confiat en el seu èxit, va deposar l'emperador Jiemin de Wei del Nord, recolzat pel clan Erzhu i per Yuan Lang, emperador anteriorment recolzat pel mateix Gao, i va imposar l'emperador Xiaowu de Wei del Nord al tron de Luoyang i va continuar les seves campanyes a l'estranger. L'emperador i el cap militar de Luoyang, Husi Chun, va començar a conspirar contra Gao Huan però aquest va aconseguir mantenir el control i l'emperador i un grapat de seguidors van fugir cap a l'oest, a la regió governada pel poderós senyor de la guerra Yuwen Tai. Gao Huan va anunciar aleshores la seva decisió de traslladar el tribunal de Luoyang a la seva capital, Ye. Amb dos aspirants rivals al tron de Wei del Nord, es va produir la divisió de l'estat el 534–535 en el Wei oriental i el Wei occidental.

## Wei occidental
Els Wei orientals eren inicialment significativament més forts i semblava probable que acabaran ràpidament amb el Wei occidental, però a la batalla de Shayuan, Wei occidental va emboscar amb èxit i va derrotar un exèrcit oriental molt més gran que marxava cap a Chang'an, canviant l'equilibri de poder i reduint les forces orientals prou significativament per no poder amenaçar la plana de Guanzhong el cor de Wei occidental, i Wei occidental va amenaçar el territori oriental, i el general occidental Dugu Xin va ocupar breument l'antiga capital del Wei del nord, Luoyang, el 538. En 553, Wei occidental va ocupar la part occidental de l'imperi Liang, el modern Sichuan,

## El final de Wei occidental
L'any 557, el nebot de Yuwen Tai, Yuwen Hu, va obligar l'emperador Gong de Wei occidental a cedir el tron al fill de Yuwen Tai, Yuwen Jue, acabant amb el Wei occidental i establint el Zhou del Nord, que prendria el nord-est en 577.
El 581, l'oficial de Zhou del Nord Yang Jian va fer que l'emperador li cedís el tron, establint la dinastia Sui, que restabliria la unitat xinesa en 589 prenent el territori dels Chen.